# N3D
n3D – amerykański kanał telewizyjny w technologii 3DTV dostępny w USA na platformie cyfrowej DirecTV. 
Kanał rozpoczął emisję 1 lipca 2010. Jest sponsorowany przez firmę Panasonic i dostępny wyłącznie na platformie DirecTV. To pierwszy na świecie kanał 3DTV nadający przez całą dobę.